# Léo Vilar
Antonio Fuína (Rio de Janeiro, 17 de novembro de 1914 – 8 de março de 1969, Rio de Janeiro), mais conhecido pelo pseudônimo de Léo Vilar, foi um cantor e compositor brasileiro. Integrou o grupo Anjos do Inferno

## Carreira
Em 1930 o Léo Vilar cantou "Eu dava tudo" numa prova na gravadora Columbia, no final da prova aconteceu que Valdo Abreu propôs que ele cantasse na Rádio Mayrink Veiga e então sua estreia aconteceu nesta mesma noite, nesse programa que Antonio Fuína estreou ele cantou a mesma canção "Eu dava tudo" e "Meu pensamento", o programa foi acompanhado pelo maestro Kalua, quem lhe deu o pseudônimo de Léo Vilar foi próprio Valdo Abreu, Léo Vilar foi contratado na hora e ficou na Mayrink Veiga durante quatro anos se apresentando junto com o pianista Aluísio Silva Araújo com que formou uma dupla, e esta dupla ganhou o concurso radiofônico chamado A Hora na categoria Melhor Dupla do Rádio.
Em 1933 o Léo Vilar gravou seu primeiro disco pela Columbia, o disco contém os sambas "Foi bom" e "Não devo amar" e o grupo Gente do Morro acompanhou essas canções, e neste mesmo ano com Arnaldo Amaral e tendo acompanhamento do Pixinguinha e sua orquestra, o Léo Vilar gravou o samba "Se passar pela hora" e o samba "Rindo e chorando", e no mesmo ano fez gravou o samba "Devo esquecer" tendo um dueto com Noel Rosa e tendo acompanhamento do Pixinguinha e sua orquestra.
Em 1934 o Léo Vilar como ele já tinha o sonho de viajar, então resolveu ir para Bahia, chegando lá, teve que dormir três dias pelos bancos das praças, então Léo Vilar foi contratado para ser "crooner" duma orquestra e também ficou três meses cantando só em cassino.
Em 1936 o Léo Vilar vai para o Rio de Janeiro, chegando lá ele encontra o grupo Anjos do Inferno, mas o vocalista do grupo saiu e então o Léo ficou no lugar dele.
Em 1959 no Teatro João Caetano atuou na peça De Cabral a JK, de Max Nunes, J. Maia e José Mauro, no mesmo ano trabalhou no Departamento  Artístico da empresa Cembra, foi diretor da fábrica de discos chamada Magissom localizada em São Paulo.
Em 1968 procurou o Ricardo Cravo Albin (diretor do Museu da Imagem e do Som) para dizer que estava passando por problemas financeiros, então o diretor do MIS fez um espetáculo beneficente no Teatro Aurimar Rocha para poder lhe poder arrecadar fundos.

## Discografia
- 1933 - "Devo Esquecer"
- 1933 - "Se Passar Da Hora" / "Rindo E Chorando"
- 1933 - "Não Devo Amar" / "Foi Bom"
- 1934 - "Minha Rainha"
- 1941 - "Não Te Cases Beatriz"
- 1941 - "Bangalô e Barracão"
- 1942 - "Acabou-se O Que Era Doce" / "Casal Feliz"
- 1952 - "Vai Saudade!..." / "Baile de Rico"
- 1933 - "Veneno Da Perdição" / "Se Não Fosse A Fé"
- 1933 - "Cozinheiro Forçado" / "Quando A Lua Se Escondeu"
- 1933 - "Linda Dolores" / "Marcha Da Viúva"
- 1955 - "Soldado Da Rainha" / "Sonhei Com Você"
- 1955 - "Seu Hozório" / "Gozador"
- 1956 - "São Paulo X Rio" / "Faroleiro"